# Nicolas Belina-Podgaetsky
 (octobre 2022).
La mise en forme du texte ne suit pas les recommandations de Wikipédia : il faut le « wikifier ».
Les points d'amélioration suivants sont les cas les plus fréquents. Le détail des points à revoir est peut-être précisé sur la page de discussion.
- Les titres sont pré-formatés par le logiciel. Ils ne sont ni en capitales, ni en gras.
- Le texte ne doit pas être écrit en capitales (les noms de famille non plus), ni en gras, ni en italique, ni en « petit »…
- Le gras n'est utilisé que pour surligner le titre de l'article dans l'introduction, une seule fois.
- L'italique est rarement utilisé : mots en langue étrangère, titres d'œuvres, noms de bateaux, etc.
- Les citations ne sont pas en italique mais en corps de texte normal. Elles sont entourées par des guillemets français : « et ».
- Les listes à puces sont à éviter, des paragraphes rédigés étant largement préférés. Les tableaux sont à réserver à la présentation de données structurées (résultats, etc.).
- Les appels de note de bas de page (petits chiffres en exposant, introduits par l'outil «  Source ») sont à placer entre la fin de phrase et le point final[comme ça].
- Les liens internes (vers d'autres articles de Wikipédia) sont à choisir avec parcimonie. Créez des liens vers des articles approfondissant le sujet. Les termes génériques sans rapport avec le sujet sont à éviter, ainsi que les répétitions de liens vers un même terme.
- Les liens externes sont à placer uniquement dans une section « Liens externes », à la fin de l'article. Ces liens sont à choisir avec parcimonie suivant les règles définies. Si un lien sert de source à l'article, son insertion dans le texte est à faire par les notes de bas de page.
- La présentation des références doit suivre les conventions bibliographiques. Il est recommandé d'utiliser les modèles {{Ouvrage}}, {{Chapitre}}, {{Article}}, {{Lien web}} et/ou {{Bibliographie}}. Le mode d'édition visuel peut mettre en forme automatiquement les références.
- Insérer une infobox (cadre d'informations à droite) n'est pas obligatoire pour parachever la mise en page.

Pour une aide détaillée, merci de consulter Aide:Wikification.
Si vous pensez que ces points ont été résolus, vous pouvez retirer ce bandeau et améliorer la mise en forme d'un autre article.
Pour les articles homonymes, voir Belina (homonymie).
Nicolas Belina-Podgaetsky (en russe : Николай Александрович Белина-Подгаецкий, Nikolaï Alexandrovitch Belina-Podgaïetski), né le 18 octobre 1896 à Saint-Pétersbourg et mort le 9 août 1967 à Braine-l'Alleud (province de Brabant), est un migrant (biélo)russe auteur de livres antisoviétiques à succès publiés en Belgique dans les années 1930-1950.

## Biographie
Né dans une famille de petite noblesse terrienne, il est admis à l'école des cadets de Minsk puis à l'école militaire. Au déclenchement de la Première Guerre mondiale, il accède au rang d'officier et après de nombreuses autres destinations, il rejoint le corps expéditionnaire russe qui combat aux côtés des Alliés dans les pays des Balkans et en Grèce. Après le Traité de Brest-Litovsk, le corps expéditionnaire russe fut dissous et Belina-Podgaetsky échoua en France en tant que civil au chômage. Après quelques petits boulots pour des salaires de misère à Paris, dans les régions dévastées du nord de la France et sur un navire marchand anglais, les choses s'arrangèrent un peu en 1921.
Il obtint un poste de contremaître et interprète aux Mines d'Aniche à Somain. Au bout de quelques mois, il reçut une offre de travail à Dortmund, pour un salaire beaucoup plus élevé, en tant que responsable du personnel dans les cokeries exploitées par les Français. Le 22 octobre 1924, il retrouva son ancien poste à Somain, en compagnie de Marguerite Rüger, l'Allemande qu'il avait rencontré et qui devint sa femme. Désormais pleinement communiste, il devint membre du Parti communiste français et, en décembre 1926, répondit favorablement à l'appel de l'Union soviétique au retour. Il retourna en Russie avec sa femme et ses enfants.
Il s'installa à Minsk, où il devint journaliste pour le journal communiste local Rabotchiï (Le Travailleur). Il y travailla jusqu'au 5 mars 1929, date à laquelle il fut licencié sans motif. Il alla vivre à Moscou et put y travailler comme correspondant pour divers organes de presse. Il disposait principalement d'un revenu suffisant grâce aux différents livres qu'il avait publiés entre-temps, avec comme premier roman Udar (La Grève).
Il retourna souvent en Biélorussie et fut témoin de la terreur du Stalinisme qui y régnait : collectivisation de l'agriculture, déportation massive en Sibérie de tous les agriculteurs indépendants, arrestation de la plupart des intellectuels et des professions libérales, persécution de l'Église, famine massive et génocide. Cela l'amena à conclure à la faillite de l'idéal soviétique et il redevint chrétien et décida de fuir. Pour faire sortir d'abord sa femme et ses deux enfants du pays, le couple divorça le 18 avril 1931. L'ex-épouse put retourner avec ses enfants dans son pays natal en tant qu'Allemande, le 6 mai 1932.
Méfié et soupçonné par la police secrète, il partit pour Odessa, où il était inconnu et d'où il espérait pouvoir s'échapper. Après de nombreux délais et déceptions, il put s'embarquer le 17 décembre 1932 comme élève-pilote et journaliste sur un pétrolier à Batoum, naviguant vers des destinations en dehors de l'Union soviétique. Le 15 janvier 1933, il arriva à Singapour, d'où il put fuir vers l'Europe et retrouver sa famille à Dortmund. De là, il partit pour la Belgique. Il se convertit au catholicisme et devint désormais un farouche opposant aux Soviets. Il trouva des éditeurs intéressés par ses nouveaux écrits. Pour la Belgique francophone, il s'agissait des éditions Casterman, plus précisément la collection « Durendal ». Pour les versions néerlandaises, ce fut De Goede Pers, (La Bonne Presse). Il fut également traduit dans d'autres langues.
Non seulement il publia des mémoires saisissants sur ce qu'il avait lui-même vécu et enduré sous les Soviets, mais il décrivit également le sort des chrétiens sous les Soviets dans ses livres pour enfants. Dix histoires pour enfants sont parues en français dans la série Presto-Films et en néerlandais dans la série Vlaamse Filmpjes (Petits films flamands), toutes deux publiées par De Goede Pers à Averbode.
Se doutant bien que l'occupation nazie lui causerait des ennuis, il s'enfuit en mai 1940 avec sa famille, d'abord au Portugal, ensuite au Congo belge, où il se mit au service d'organismes d'information et d'espionnage. En 1945 il regagna la Belgique et reprit ses activités anti-soviétiques. Il publia également des articles sur l'actualité en Union Soviétique après la Seconde guerre mondiale, qui furent publiés dans La Libre Belgique.
Le professor Wim Coudenys écrivit à son sujet qu'il était « l'écrivain émigré russe le plus prolifique depuis les années trente jusque dans les années cinquante ».

## Publications

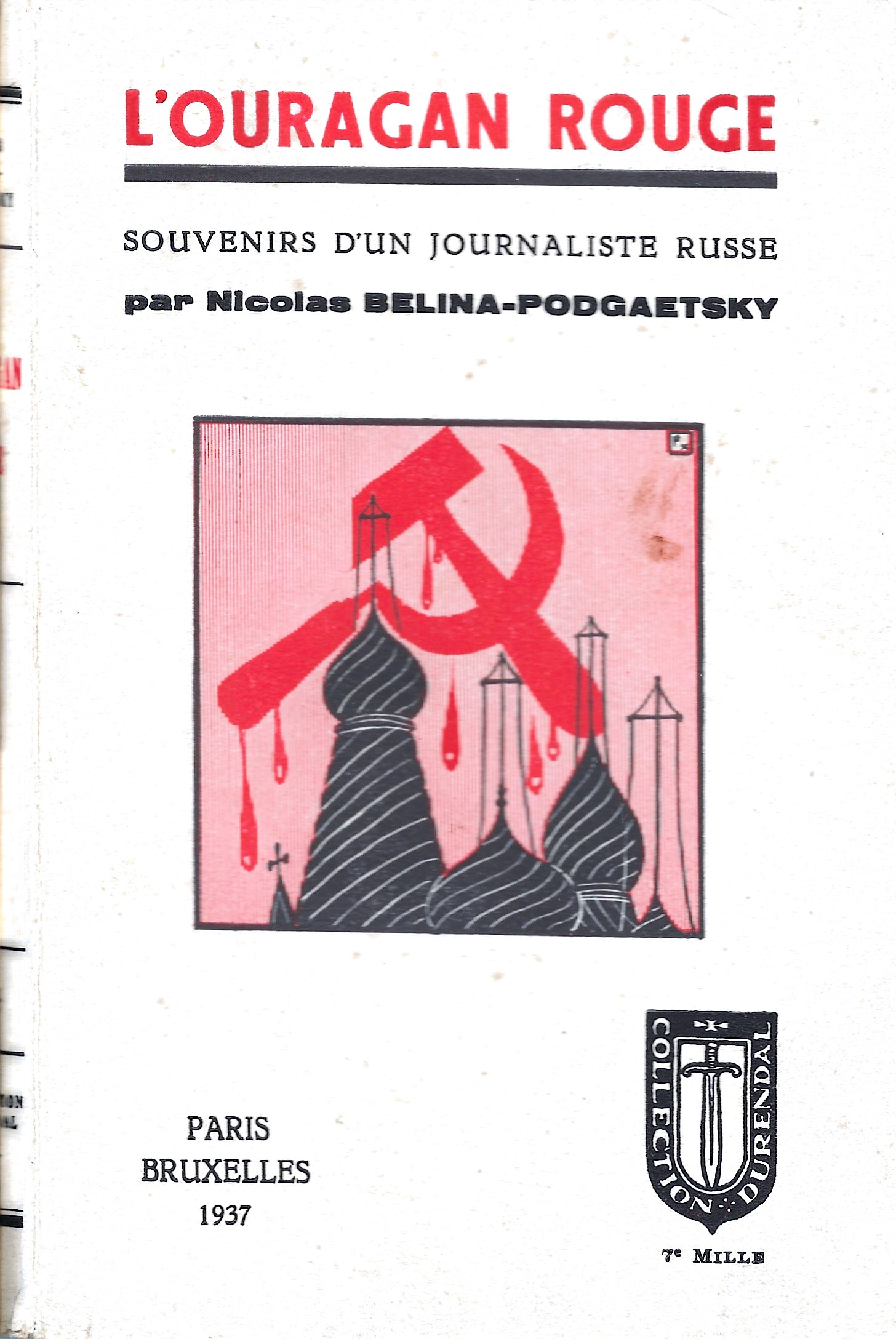
L'Ouragan Rouge (couverture).

- L'Ouragan Rouge. Souvenirs d'un Journaliste Russe, Paris-Bruxelles, coll. « Durendal », 1937.
- In Rooden Storm, Averbode, 1938.
- L'Uragano Rosso, Rome, Istituto San Michele, 1937.
- Hors de la tempête. Souvenirs d'un journaliste russe, Paris-Bruxelles, coll. « Durendal », 1938
- Evasione dall' U.R.S.S., Florence, F. Lemonnier, 1941.
- Le tourbillon de neige, conte soviétique, Florence, F. Lemonnier, 1939.
- Derrière les murs d'une casemate, Casterman, s.d.
- Au service de la patrie, Casterman, s.d.
- Het grote avontuur, Brugge, Franciskaanse Standaard, 1948.
- Onder de koloniale vlag, Brugge, Franciskaanse Standaard, 1950.

Dans les séries Presto Films, Vlaamse filmpjes :
- Michka, le jeune hussard - Michka de jonge huzaar.
- L'Étendard des hussards - Het vaandel van de huzaren.
- Le Château hanté - Het spookkasteel.
- Michka, prisonnier de guerre - Michka, krijgsgevangene.
- L’Agent secret B.R. 55 - Geheim agent B.R. 55.
- Les Éclaireurs de la nuit - De nachtverkenners.
- Le Petit Carillonneur - De kleine beiaardier.
- Kolka, voleur de chevaux - Kolka de paardendief.